# Cremlino di Zarajsk
Il Cremlino di Zarajsk (in russo Зарайский кремль?) è la fortezza della città russa di Zarajsk, nell'Oblast' di Mosca. Fu costruito nel XVI secolo per ordine del sovrano Basilio III. Ospita al proprio interno la cattedrale di San Nicola e la cattedrale della Decollazione di San Giovanni Battista.

## Storia
La struttura fu costruita nel piccolo villaggio di Novogorodok-na-Osetre tra il 1528 ed il 1531. Appena due anni dopo, il cremlino subì il primo attacco militare ad opera dei tartari di Crimea. Nel 1541 vi fu un nuovo attacco e la fortezza fu assediata dagli uomini guidati dal khan Sahib I Giray che, però, furono sconfitti da Nazar Glebov. Ulteriori attacchi da parte dei tartari di Crimea si verificarono nel 1544, nel 1570, nel 1573 e nel 1591.
Nel XVII secolo la città divenne nota con il nome di Zarajsk. Nel 1608, durante il Periodo dei torbidi, il cremlino cadde nelle mani degli invasori polacchi guidati da Aleksander Józef Lisowski e poco dopo fu liberato da Dmitrij Požarskij. Nel 1673 si verificò invece l'ultimo attacco dei tartari di Crimea. Dopo questo episodio la fortezza fu messa sotto la protezione dell'icona della Madonna di Kazan'.
Nel 1681 lo zar Fëdor III autorizzò la ricostruzione della cattedrale di San Nicola al posto della fatiscente struttura precedente. Nel XVIII secolo Zarajsk e la sua fortezza persero il proprio ruolo militare strategico per via dell'apertura di nuove rotte commerciali. All'inizio del XX secolo le autorità decisero di ricostruire la cattedrale della Decollazione di San Giovanni Battista. Nel 1918 l'area del cremlino fu trasformata in un complesso museale. Durante la seconda guerra mondiale il territorio di Zarajsk fu occupato dai tedeschi, ma il cremlino non subì danni.
Dal 1987 al 1993 il complesso fu oggetto di lavori di restauro commissionati dal dipartimento per i beni culturali di Mosca. Tuttavia, i lavori non si conclusero a causa del ritiro dei finanziamenti. Nel 1998 fu istituito il nuovo museo del Cremlino di Zarajsk, il quale comprende una collezione di dipinti e sculture provenienti dalla Russia, dall'Europa occidentale, dalla Cina e dal Giappone.

## Monumenti

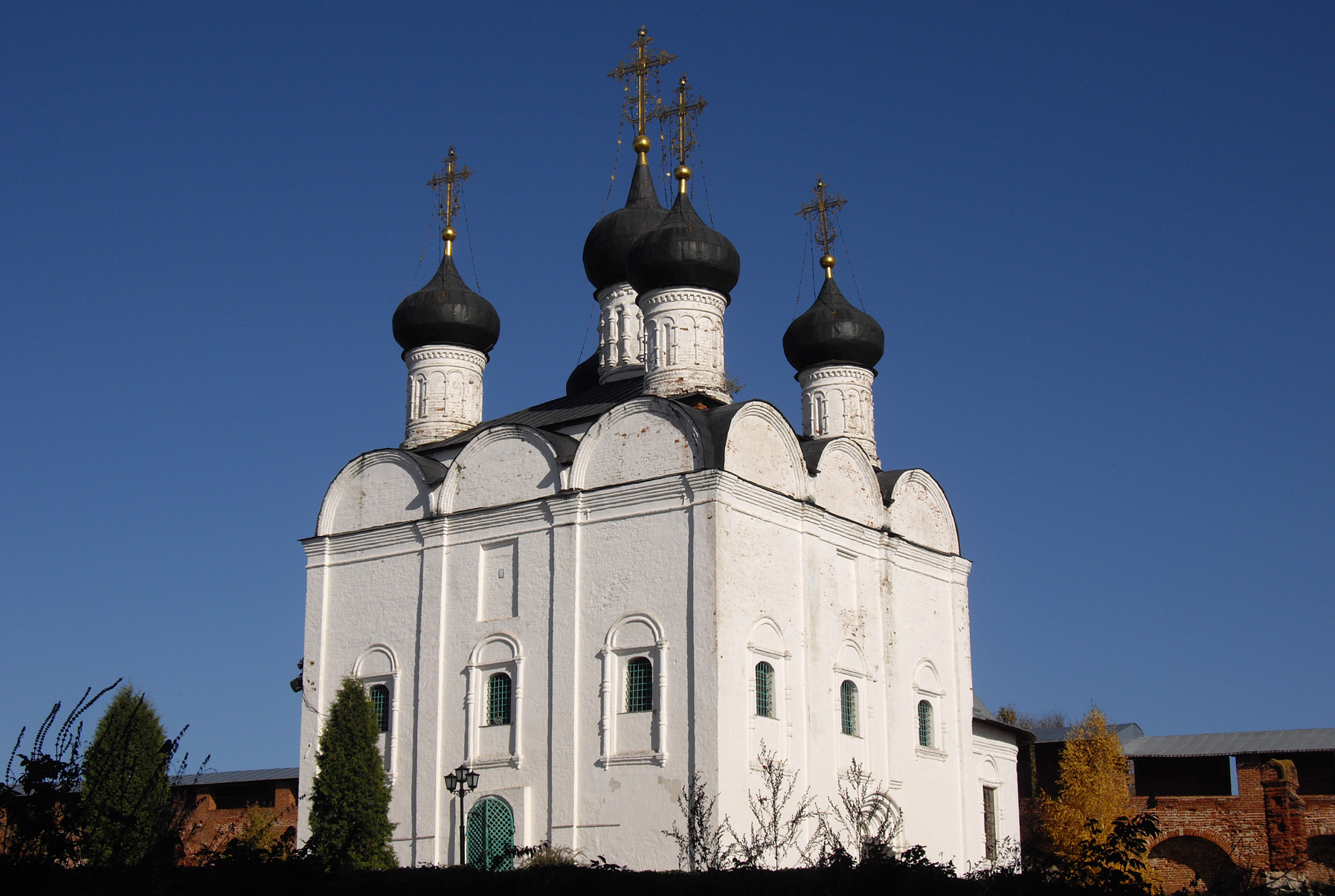
La cattedrale di San Nicola

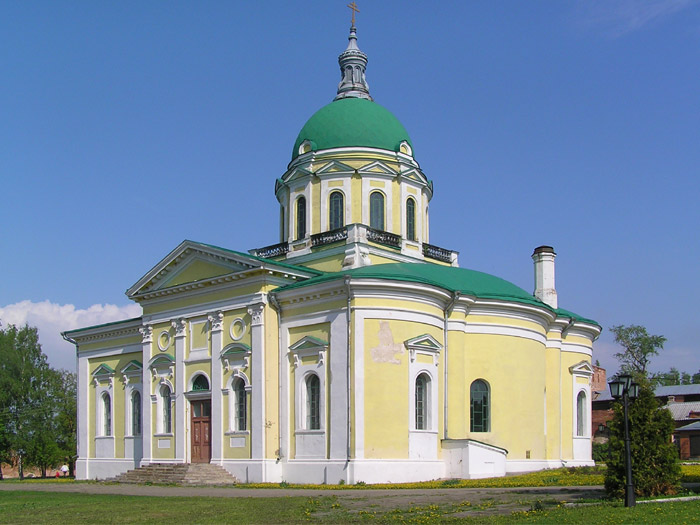
La cattedrale della Decollazione

Le mura del cremlino si estendono su una superficie di 134 × 190 metri, formando un rettangolo. La struttura è dotata di 7 torri.
All'interno del complesso trovano posto le due chiese principali della città: la cattedrale di San Nicola e la cattedrale dedicata alla Decollazione di San Giovanni Battista.
La cattedrale di San Nicola risale probabilmente al XIII secolo, ma fu ricostruita in pietra bianca e coronata di 5 cupole a bulbo nel XVII secolo. Al suo interno è custodita un'antica icona reputata miracolosa raffigurante il santo a cui l'edificio è consacrato.
La cattedrale della Decollazione di San Giovanni Battista fu costruita nella forma attuale tra il 1901 ed il 1904 nello stile tipico dell'architettura neoclassica. Negli ultimi anni è stata soggetta a numerosi interventi di restauro.
A seguito della rivoluzione bolscevica entrambe le chiese subirono la chiusura al culto. Solo dopo la caduta dell'Unione Sovietica sono tornate alla loro destinazione religiosa.

## Galleria d'immagini

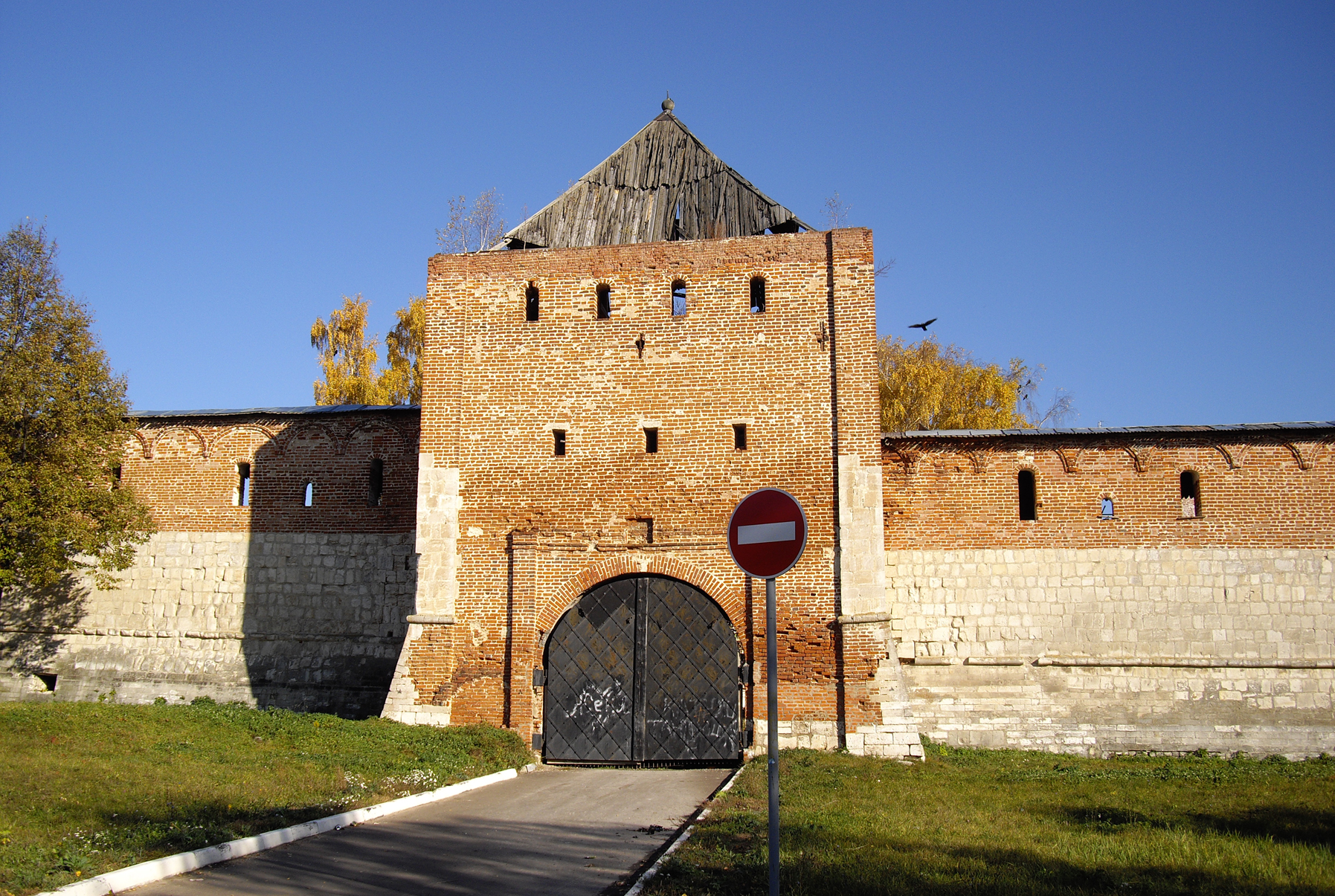
Torre dell'Epifania Bogojavlenskaja Bašnja Богоявленская башня
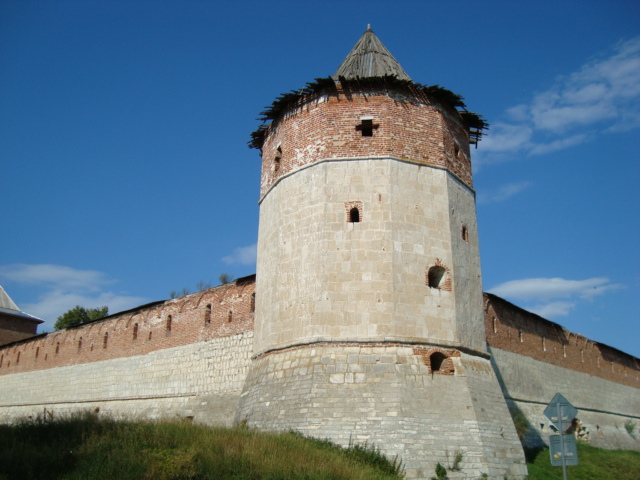
Torre Segreta Tajnickaja Bašnja Тайницкая башня
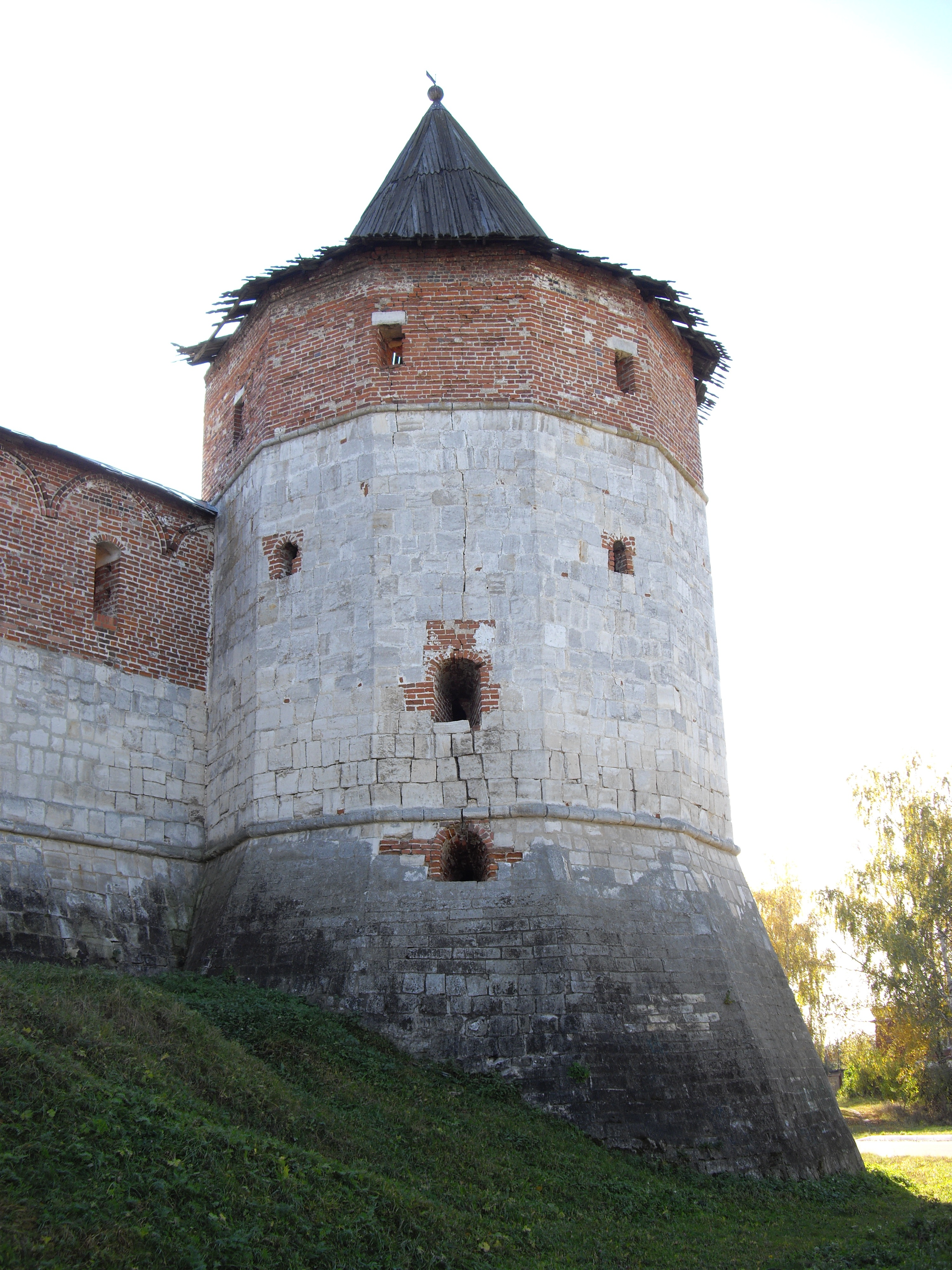
Torre di Guardia Karaul'naja Bašnja Караульная башня
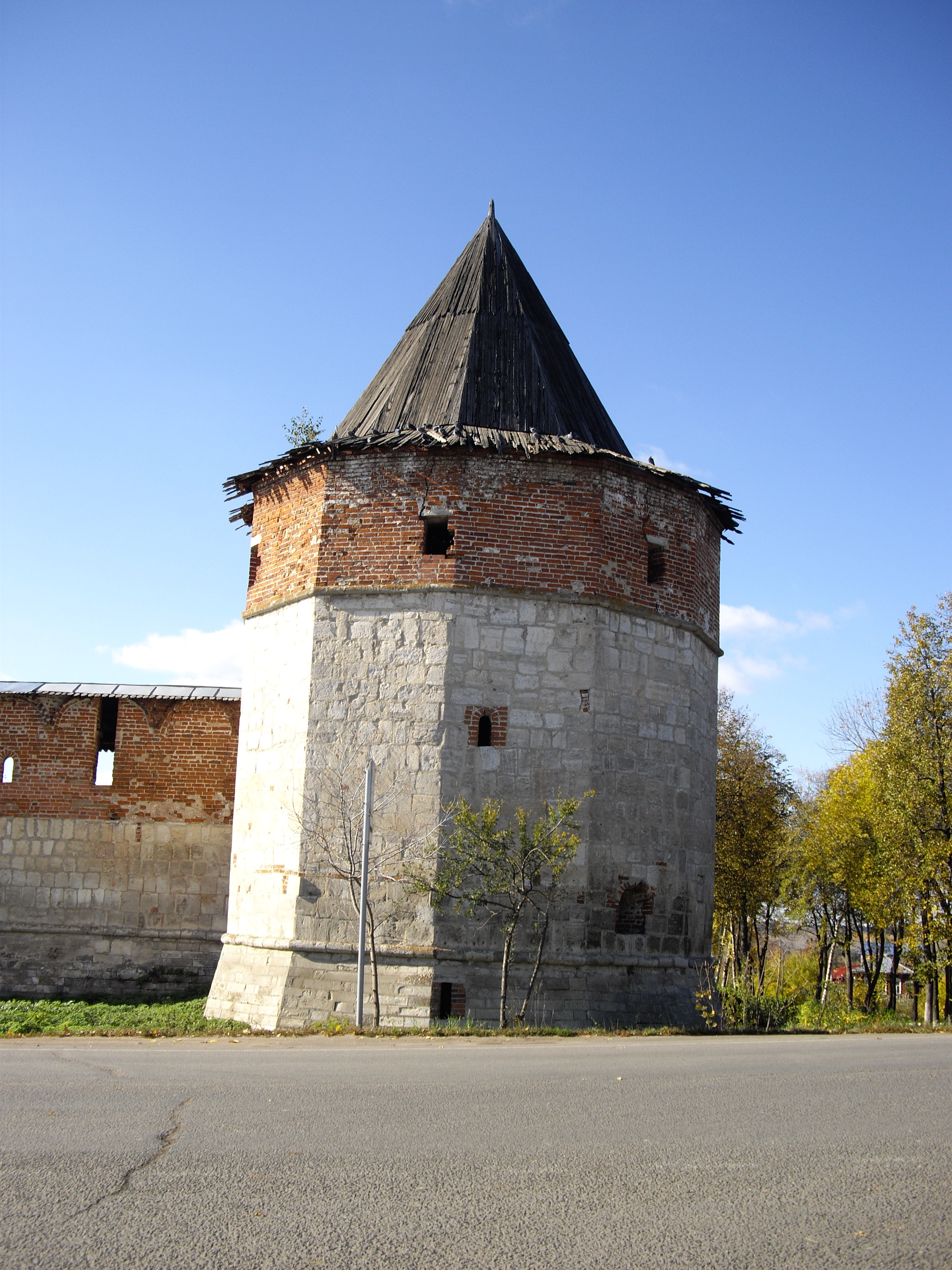
Torre Nord-orientale Severo-Vostočnaja Bašnja северо-восточная башня
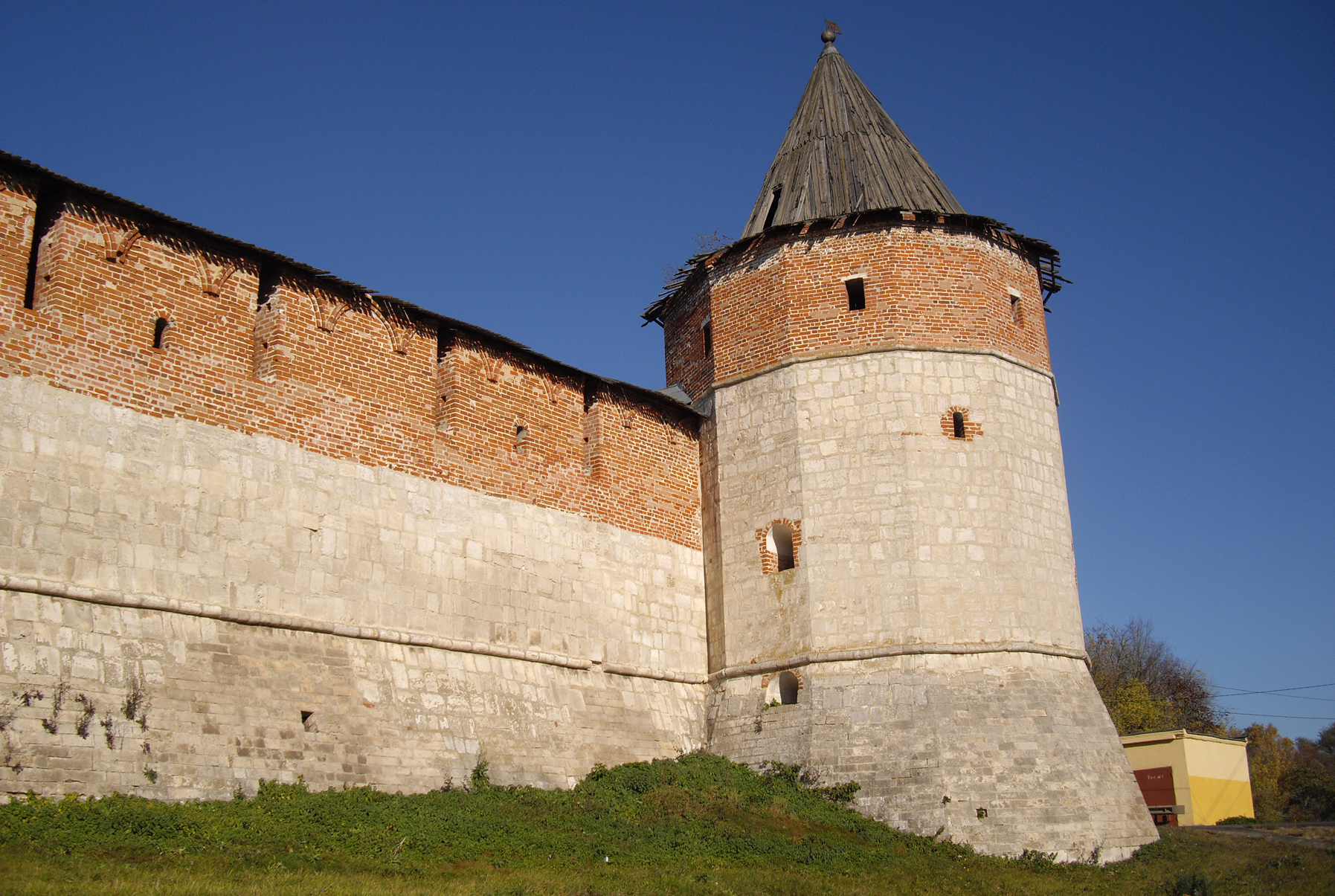
Torre Sud-orientale Jugo-Vostočnaja Bašnja Юго-восточная башня
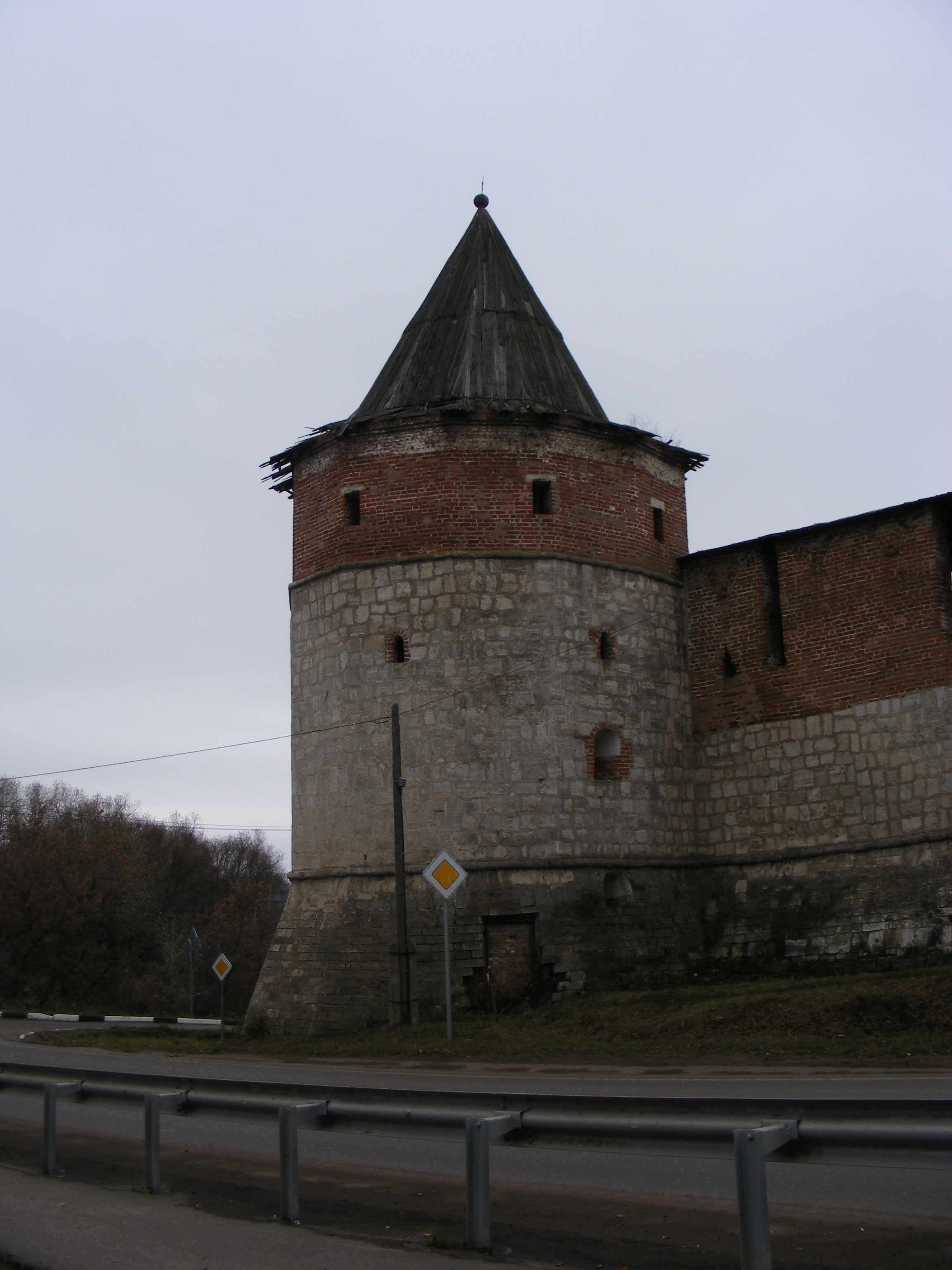
Torre di Naugol'noe Naugol'naja Bašnja наугольная башня
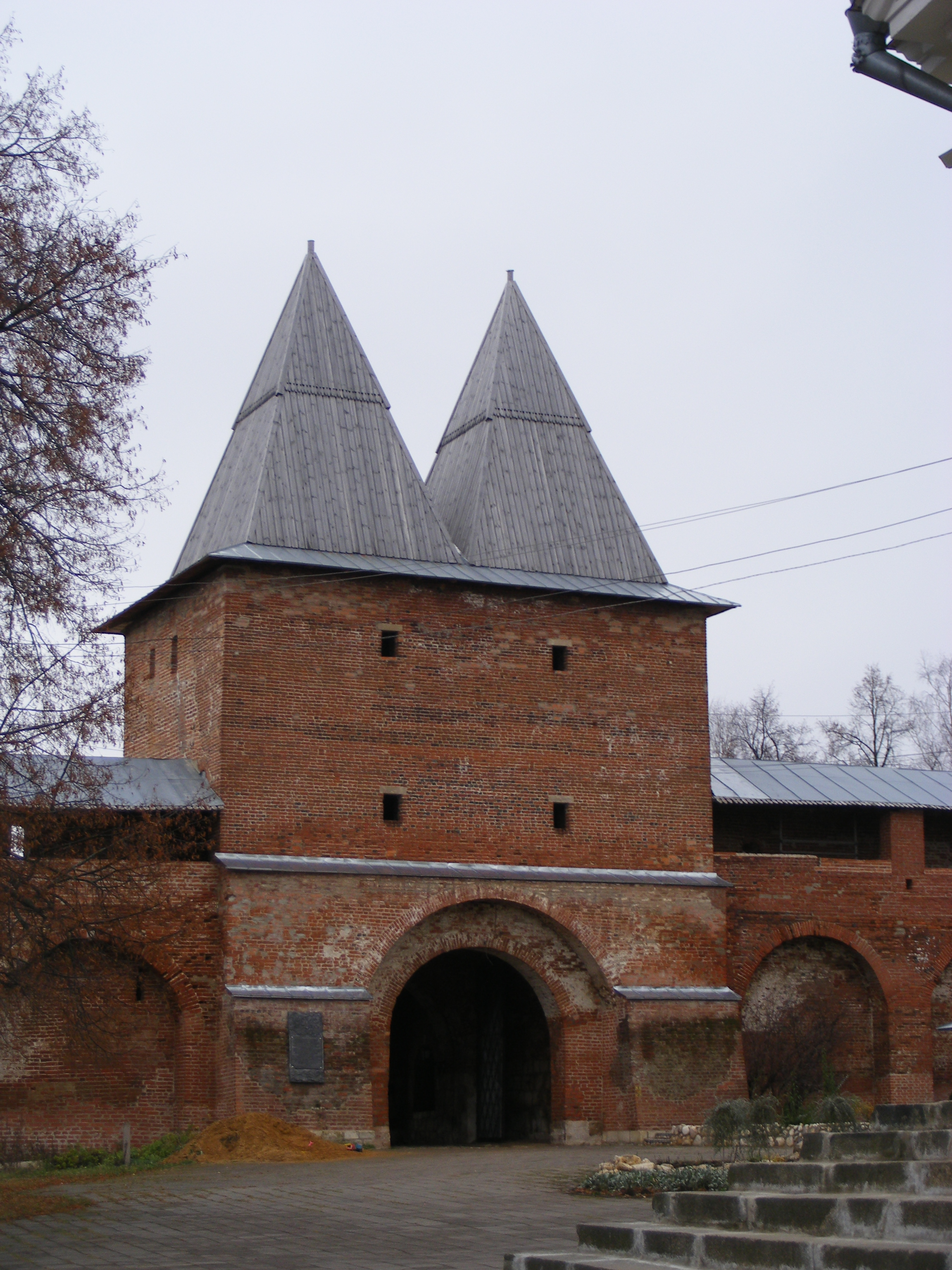
Torre di Nicola Nikol'skaja Bašnja Никольская башня
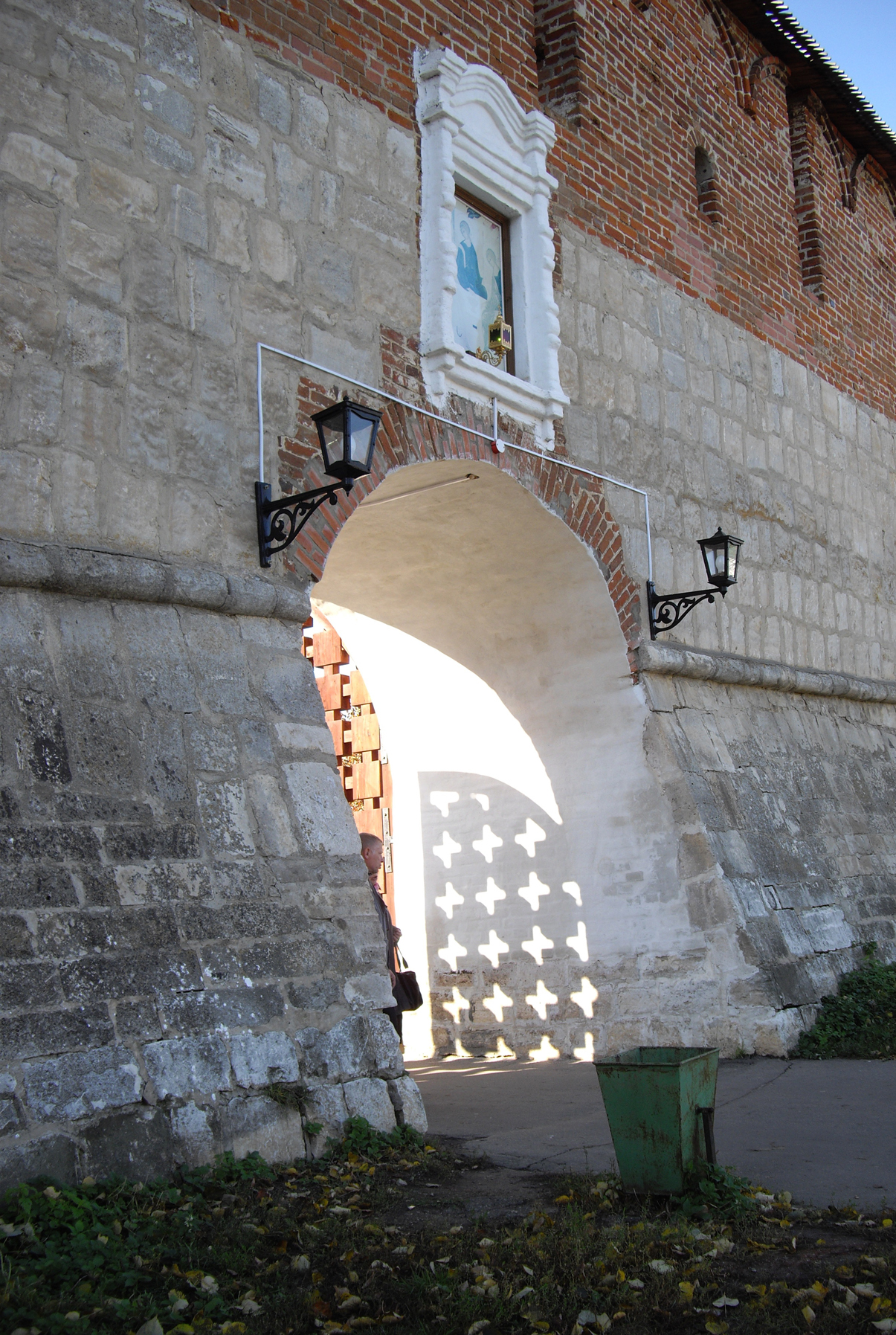
Porta della Trinità Troickie Vorota Троицкие ворота
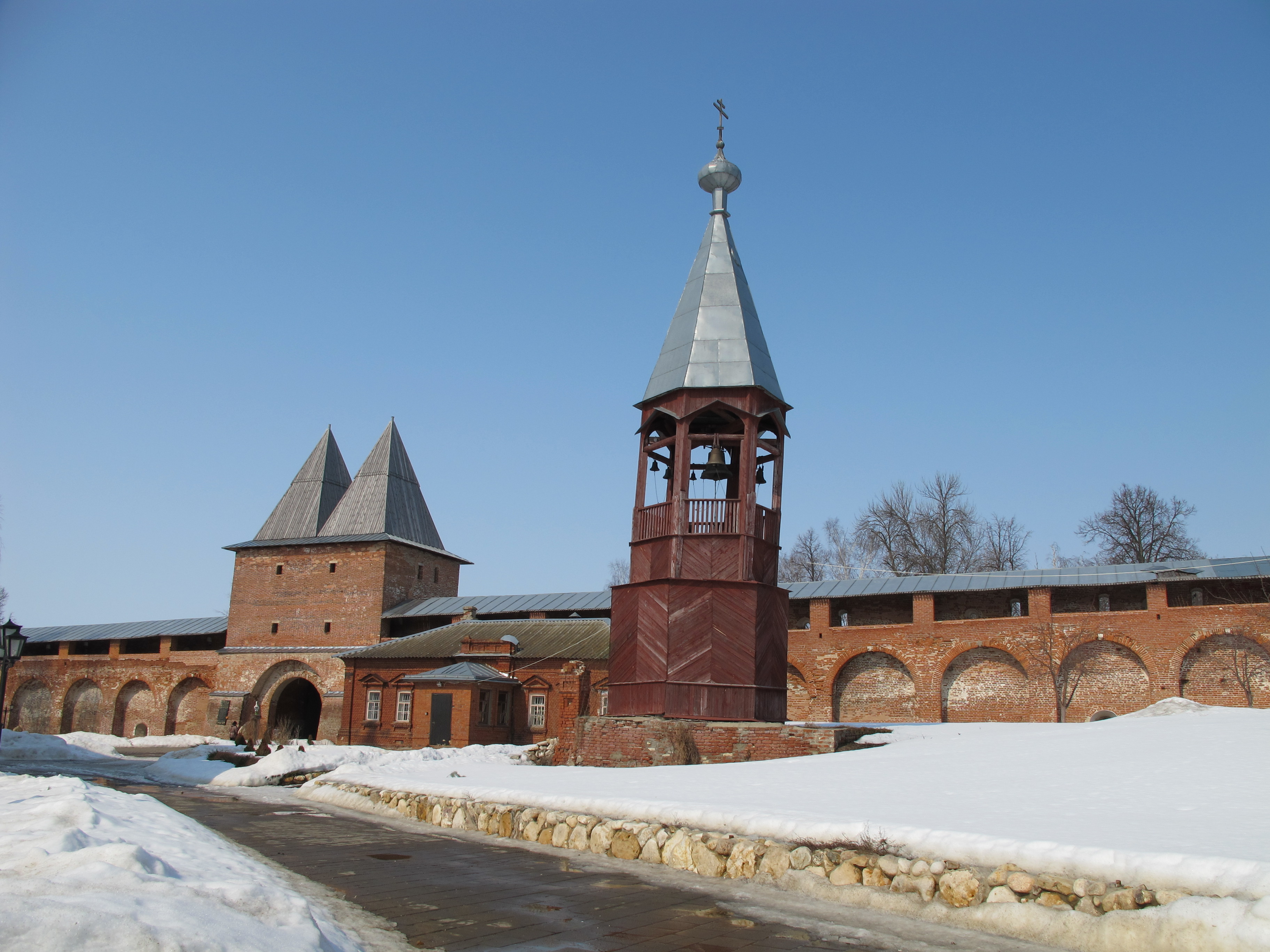
Campanile
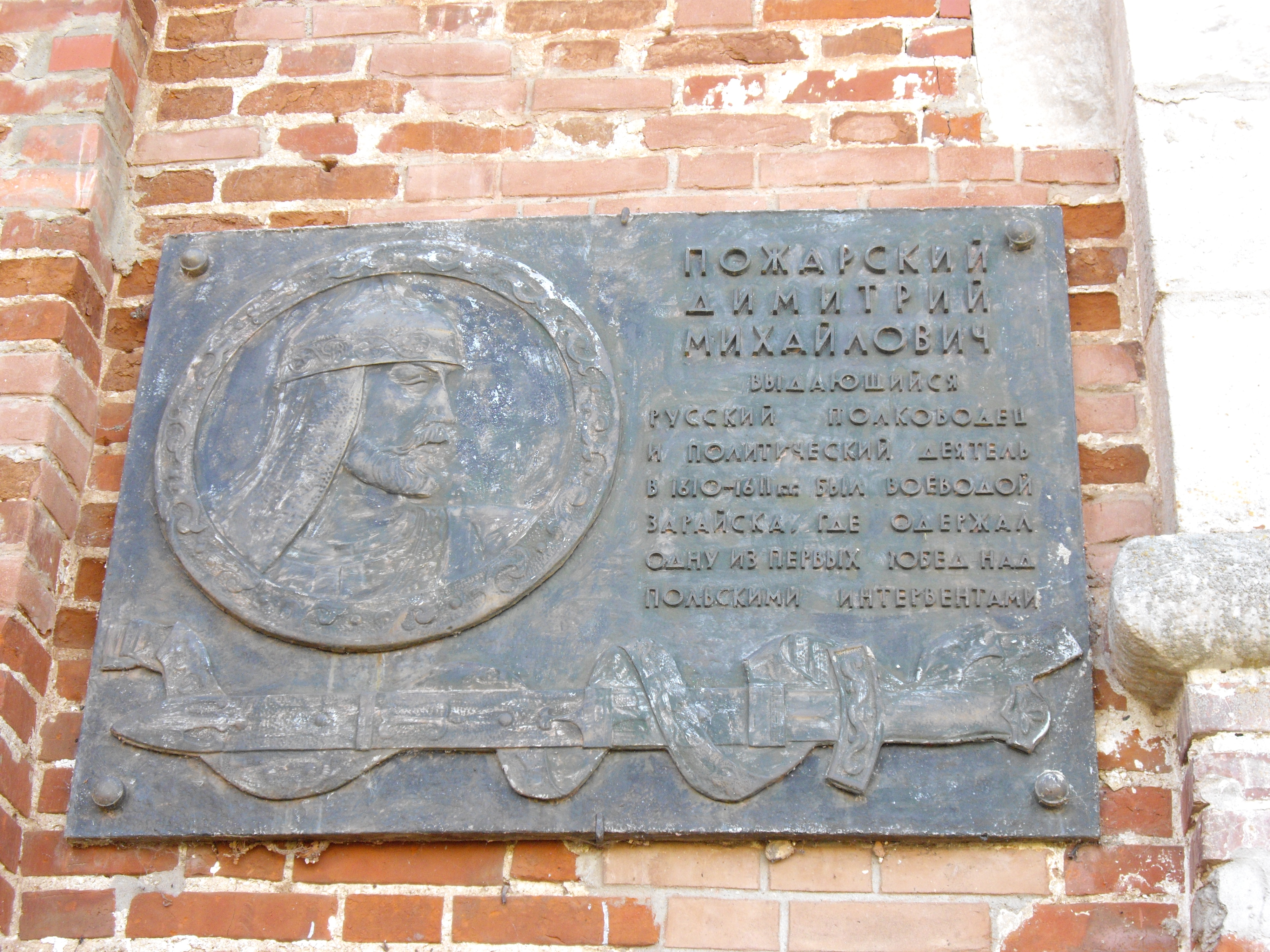
Targa in onore di Dmitrij Požarskij

## Note

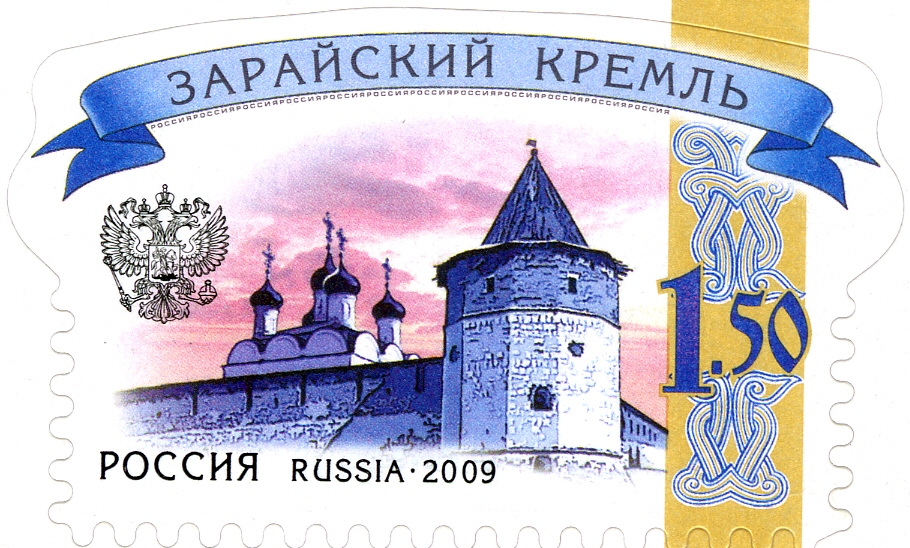
Francobollo commemorativo